# Kościół św. Wita w Słupach
Kościół św. Wita w Słupach – kościół parafialny parafii pw. św. Wita, usytuowany we wsi Słupy k. Szubina. Złożone są w nim relikwie św. Wita. Należy do najstarszych w okolicy. Obecna świątynia pochodzi z pierwszej połowy XIX wieku, ale znaczna część jej wyposażenia ma znacznie starszy rodowód.

## Opis

### Historia budowy
Pierwszy dokument poświadczający istnienie kościoła w Słupach pochodzi z 10 lipca 1399. Parafia jednak istniała tam najpóźniej już w XII w. i od początku dysponowała własną świątynią, zaś grodowy charakter architektury ówczesnego kościoła, charakterystyczny dla świątyń z okresu początków chrześcijańska w Polsce, pozwala przesunąć datę jego wzniesienia nawet na wiek XI. Przez całe wieki kult religijny w Słupach sprawowano w kolejnych drewnianych kościołach, z których ostatni wzniesiono w 1699 r. Drastycznie pogarszający się stan tego kościoła determinował jednak podjęcie budowy świątyni murowanej.
Starania o budowę obecnego kościoła podjęto w 1814 r., gdy parafia otrzymała darowiznę testamentalną na ten cel po śmierci Rozalii Sadowskiej. Skomplikowane sprawy formalne oraz utrudnienia stawiane przez władze pruskie sprawiały jednak, że mimo dalszego gromadzenia środków na inwestycję, jej podjęcie przedłużało się. Ostatecznie kontrakt na budowę świątyni zawarto w 1840, zaś kamień węgielny poświęcono w 1841. Zakończenie prac i konsekracja budynku nastąpiła w 1844 roku. Wówczas przeniesiono do niego przedmioty użyteczności i wyposażenia liturgicznego z pobliskiego drewnianego kościoła, który został rozebrany. W 1903 r. teren przykościelny otoczono 2-metrowym ogrodzeniem z żelaznych sztachet. W latach 1928–1930 dobudowano do frontu gmachu charakterystyczną wysoką wieżę z dzwonnicą, która zastąpiła równocześnie stojącą dotąd w pobliżu drewnianą dzwonnicę.

### Wyposażenie
Najstarszym zachowanym elementem wyposażenia kościoła jest obraz Matki Boskiej, pochodzący z pierwszej połowy XVII wieku, w końcu tego samego stulecia udekorowany srebrną sukienką. Z drugiej połowy XVII wieku pochodzi pozłacany kielich ze srebra, zaś ok. sto lat starsze są chrzcielnica i obraz św. Antoniego. Na początek XVIII w. datowany jest ołtarz główny, przeniesiony po nieznacznej przeróbce ze starego kościoła.
W 1865 r. w ołtarzach bocznych zawisły obrazy św. Józefa (autorstwa poznańskiego malarza Jana Simona) i św. Barbary. W 1869 rozpoczęło się malowanie i ozłacanie ściany ołtarzowej, gdzie w 1870 r. wstawiono nowy obraz św. Wita, namalowany w Paryżu przez Stanisława Zaleskiego. W 1880 zawieszono wokół kościoła (wewnątrz) obrazy-stacje Męki Pańskiej, poświęcone rok później. W 1882 r. kościół wzbogacono o obraz olejny Najświętszego Serca Pana Jezusa w bocznym ołtarzu. W 1910 wprawiono witraże w prezbiterium, przedstawiające św. Juliana i św. Kazimierza, w ścianach bocznych zaś w latach trzydziestych XX wieku pojawił się witraż z postacią św. Jana Damasceńskiego, zaś w 1985] – Jana Pawła II.
Od 1884 kościół wyposażony jest w organy, zbudowane w Berlinie przez Oswalda Dinse. Posiada też trzy dzwony, odlane w 1964 r. (poprzednie w czasie kolejnych wojen światowych, konfiskowali na cele wojenne Niemcy, odpowiednio w 1917 i 1943 roku).

### Inne
W pobliżu świątyni znajduje się wybudowana w 1982 kaplica przedpogrzebowa oraz wzniesiony w 2005 roku pomnik Jana Pawła II.
Od 1984 r. w kościele znajdują się relikwie św. Wita.